# Бенефіс клоуна Жоржа
«Бенефіс клоуна Жоржа» — український радянський художній фільм-драма 1928 року, знятий режисером Олександром Соловйовим на Одеській кіностудії (ВУФКУ) в 1929 році.

## Сюжет
В одній з частин Червоної армії служить червоноармієць Георгій Бубликов, у минулому клоун-трансформатор Жорж. Бубликова вважають поганим червоноармійцем, тільки начальник дивізії бачить у ньому відважну й чесну натуру. Начдив вирішує скористатися професійною майстерністю Жоржа для виконання складного й відповідального завдання. Жорж прокрадається в тил до білих, викрадає там секретні штабні плани. Виконання цього завдання дає можливість Червоній армії прорвати фронт з найменшими людськими втратами. У бою при прориві гине начдив. Червоноармійці впадають у відчай. Раптово перед бійцями з'являється знайома фігура командира, вони чують його голос і без вагань кидаються в атаку. Тільки після бою червоноармійці зрозуміли, що це клоун Жорж, який востаннє скориставшись своїм талантом, став у критичний для дивізії час командиром. І загинув як солдат. Їх так і поховали в одній могилі — начдива Жоржа — рядового червоноармійця Георгія Бубликова.

## У ролях
- Микола Надемський — червоноармієць Георгій Бубликов, він же клоун Жорж
- Олександр Чуверов — начдив
- Микола Кучинський — комбриг
- Микола Пальников — начальник штабу дивізії
- Петро Рєпнін — Сенько, писар
- Володимир Лісовський — Ферапонт Шукайло, кулеметник
- Матвій Ляров — полковник армії Шкуро
- Борис Шліхтінг — ад'ютант
- Зоя Курдюмова — селянська дівчина
- Тетяна Токарська — селянська дівчина
- Микола Бочкарьов — червоноармієць
- Юрій Харьков — червоноармієць
- А. Бєлов — крамар

## Знімальна група
- Режисер — Олександр Соловйов
- Сценаристи — В. Вальдо, Станіслав Уейтінг-Радзинський
- Оператор — Михайло Бєльський
- Художник — Сергій Худяков